# Adicional do imposto da União sobre a renda e proventos de qualquer natureza
O adicional do imposto da União sobre a renda e proventos de qualquer natureza (AIRE) foi um imposto brasileiro, da esfera estadual, ou seja, somente os Estados e o Distrito Federal tinham competência para instituí-lo (Art.155, II, da Constituição Federal). 
Os contribuintes do imposto eram as pessoas físicas ou jurídicas, com domicílio no território do Estado, que pagavam o imposto federal. O AIRE tinha como fato gerador o pagamento do Imposto de Renda. A função do AIRE era meramente fiscal.
A alíquota utilizada variava de um Estado para outro. A base de cálculo era o montante devido à União, a título de Imposto de Renda. Devido a sua aplicação depender de legislação estadual, cada Estado passou a cobrar o imposto de acordo com seus interesses, o que fez com que não se chegasse a um consenso em nível federativo sobre os aspectos interestaduais. O imposto acabou por ser extinto em 1993.